# Santa Caterina de Rialb
Santa Caterina de Rialb és una capella de la vila de Rialb, a la comarca del Pallars Sobirà. És en ruïnes, i està situada al nord-nord-est de la vila, a l'esquerra de la Noguera Pallaresa.